# Stora Dalsjön, Västergötland
Stora Dalsjön är en sjö i Borås kommun i Västergötland och ingår i Viskans huvudavrinningsområde. Sjön är 27,5 meter djup, har en yta på 0,605 kvadratkilometer och befinner sig 242,2 meter över havet. Sjön avvattnas av vattendraget Rångedalaån.

## Delavrinningsområde
Stora Dalsjön ingår i det delavrinningsområde (641146-134085) som SMHI kallar för Mynnar i Marsjön. Medelhöjden är 252 meter över havet och ytan är 47,37 kvadratkilometer. Det finns inga avrinningsområden uppströms utan avrinningsområdet är högsta punkten. Rångedalaån som avvattnar avrinningsområdet har biflödesordning 2, vilket innebär att vattnet flödar genom totalt 2 vattendrag innan det når havet efter 114 kilometer. Avrinningsområdet består mestadels av skog (55 %), öppen mark (11 %) och jordbruk (18 %). Avrinningsområdet har 0,76 kvadratkilometer vattenytor vilket ger det en sjöprocent på 1,6 %. Bebyggelsen i området täcker en yta av 3,71 kvadratkilometer eller 8 % av avrinningsområdet.